# Gordon Milne
Gordon Milne (n. 29 martie 1937, Preston, Anglia, Regatul Unit) este un fost fotbalist englez.
În cariera sa, Milne a evoluat la Preston North End FC, Liverpool FC, Blackpool FC și Wigan Athletic FC. Între 1963 și 1964, Milne a jucat 13 meciuri pentru echipa națională a Angliei.

## Statistici
| Anglia | Anglia  | Anglia |
| An     | Meciuri | Goluri |
| ------ | ------- | ------ |
| 1963   | 5       | 0      |
| 1964   | 8       | 0      |
| Total  | 13      | 0      |